# Деспухоль-и-Дусей, Эулохио
Эуло́хио Деспухоль-и-Дусей (исп. Eulogio Despujol y Dusay; 11 марта 1834, Барселона — 18 октября 1907, Рибарроха-дель-Туриа) — испанский государственный деятель, 109-й генерал-губернатор Филиппин (1891—1893).

## Биография
Уроженец Каталонии. Во время губернаторства придерживался консервативных, а позже либеральных взглядов. Произошло это после обвинений в революционной деятельности и депортации на остров Минданао лидера филиппинской пропаганды Хосе Рисаля. Во время Второй карлистской войны Альфонсо XII Умиротворитель пожаловал ему титул графа Каспе после победы в одноимённой битве.